# 크리스 웨버
크리스 웨버(영어: Mayce Edward Christopher Webber III, 1973년 3월 1일 ~ )는 미국의 전 농구 선수이다. 2000년대 최고의 파워포워드로 평가받았으며, 모션 오펜스의 완성형이라는 평가를 받고 있는 새크라멘토 킹스의 핵심선수였다. 1993년부터 NBA 선수로 활동하였으며, 2008년 은퇴하였다.

## 어린 시절
1973년 3월 1일 출생한 크리스 웨버는 10개월이 지난 후 걷기 시작하였고, 자신의 밑으로 남동생이 3명 있었다. 1984년 앨런 콜드웰 크리스챤 학교에서 농구를 시작하였고, 1987년 디트로이트 외곽에 있는 디트로이트 컨츄리 데이 고등학교에 등록하게 된다. 1학년이던 1988년에 신입생으로서 평균21.3 득점에 리바운드 10.521개와 어시스트 2.8개로 디스트릭트 챔피언쉽을 얻게 된다. 2학년이던 1989년에는 주에서 top5의선수로 뽑히게 된다.

## 대학 시절
미시간대학교에 신입생이었던 웨버는 역시 같은 신입생이었던 주안 하워드, 제일린 로즈, 지미 킹, 레이 잭슨과 함께 1학년임에도 주전자리를 차지하게 된다. 이후 이들은 NCAA(미국대학농구)무대에서 센세이션을 일으키며 팀을 준우승에 이끌게 되는데 이들을 Fab(Fabulous의 약자)5라 칭한다. 이들은 단지 재능있는 1학년 다섯 명의 등장을 넘어 이후 농구코트를 장식하게 될 힙합풍의 긴 하의등과 더불어 외양과 플레이스타일에서나 모두 새로운 스타일의 선수들이었다. 그 중에서도 2미터8센티미터의 큰 신장의 센터임에도 불구하고 그보다 작은 선수들보다 더 빠르고 넓은 시야와 포워드의 슛거리를 지닌 크리스 웨버가 가장 주목을 받았다. 미남형의 외모와 세련된 패션감각을 보여주며 인기가 많았던 그는 드래프트 1순위로 NBA에 진출하게 된다. 그리고 1993년에 더 크리스 웨버 재단을 설립하게 된다.

## NBA 데뷔, 여러 번의 이적
1993년 NBA 드래프트에서 전체 1위로 올랜도 매직의 지명을 받는다. 당시 올랜도 매직 소속이었던 센터 샤킬 오닐과 함께 엄청난 트윈타워가 될 것을 기대했지만, 팀에서는 샤킬 오닐이라는 엄청난 빅맨과 호흡을 맞출 포인트 가드가 필요했고, 그 결과 골든스테이트 워리어스의 지명을 받은 포인트 가드 앤퍼니 하더웨이와 1993년 6월 3일에 트레이드되게 된다. 그 후 워싱턴 불리츠로 1994년에 또 다시 이적하게 되고 4년의 시즌을 보내다가 1998년 5월에 새크라멘토 킹스에 이적하게 된다. 그의 전성기가 아닌 킹스 전의 시즌에서도 그는 꾸준히 20득점 이상과 10개에 근접하는 리바운드와 5개의 어시스트를 기록하며 멀티 플레이어의 모습을 완성해 나간다. 킹스로 이적하기 직전인 96~97시즌에 경기당 평균20.1득점과 10.3개의 리바운드와 4.6개의 어시스트를 기록하였다.

## 새크라멘토 킹스에서의 생활...전성기
가히 그의 전성기라 할 수 있는 새크라멘토 킹스에서의 선수 시절에 그는 경기당 평균 득점은 27득점과 11.1개의 리바운드와 4.2의 어시스트와 1.7개의 블록을 기록하였다. 이 시기의 플레이는 단지 수치상으로 늘어난 득점과 리바운드보다 모션 오펜스라는 새로운 형식의 공격형태를 완성하며 조던이 은퇴한 NBA의 정상을 차지한 2000년대 최고의 팀인 샤킬 오닐과 코비 브라이언트의 LA 레이커스의 독주에 거의 유일하게 대적했던 것으로 높이 평가를 받고 있다. 2000년대 최고의 팀은 역대 NBA역사상 최고의 막강한 화력을 자랑하는 샤킬 오닐과 코비 브라이언트가 함께 존재했던 LA 레이커스로 평가를 받고 있지만 그들의 잦은 불화와 주도권 싸움, 볼거리가 약한 빅맨 위주의 플레이(2000년대의 우승 당시에는 샤킬오닐 위주로 팀 플레이가 돌아갔다. 그러나 인기가 없는 센터 위주의 경기 패턴에서 벗어나기 위해 코비 브라이언트에게 주도권이 가게 되면서 그들은 삐걱되게 되었고, 결국 코비를 중심으로 한 플레이를 원했던 단장에 의해 샤킬오닐이 마이애미 히트로 트레이드 되면서 둘은 헤어지게 된다.)와 대비하여 5명이 한 명인 것처럼 유기적이고 이타적인 플레이의 모션 플레이를 완성한 새크라멘토 킹스 또한 2000년대 최고의 팀으로 평가를 받고 있다. 2000-2001시즌. 그는 강력한 동료들과 함께 FA 되기전의 해를 최고의 해로 만들게 된다. 비록 MVP는 앤써에게 넘겨주었지만, 리그 최고의 멀티 플레이어로서 자리잡게 된다. 플레이오프에서 샤킬오닐을 만나게되고 그의 팀은 패배하게 된다. 그리고 레이커스에 도전하기 위해서 다음 시즌에 그는 새크라멘토 킹스와 재계약하게 된다. 그 후 2001-2002시즌에 킹스는 플레이가 흑인의 '그것'과 비슷하다고 하여 화이트 초콜렛이라는 별명을 갖고 있는 제이슨 윌리엄스를 보내고, 마이크 비비를 받아들이게 된다. 이 시즌에 비로서 전성기의 킹스의 모션 오펜스가 완성되게 된다. '팀'이라는 단어가 잘 어울리는 킹스는 플레이 오프에서 고전끝에 유타 재즈에 승리하게 되고 레이커스와 컨퍼런스 결승에서 맞붙게 되었다. 그러나 7차전까지 가는 접전 끝에 패배하게 되고, 그 다음 시즌을 준비하지만 부상으로인해 그 후에도 파이널 진출과 우승에 실패하게 된다. 그 후 2005년 2월에 필라델피아로 이적하게 된다.

## 모션 오펜스 분석
프린스턴 대학의 감독이었던 핏 캐릴에 의하여 만들어진 공격 방식으로 5명의 플레이어가 하나가 되어 모두 공격에 기여하게 되는 형태로 조프 페트리가 자신의 스승인 핏 케릴을 새크라멘토 킹스의 어시스턴트 코치로 영입하면서 NBA에서 꽃피게 된다. 처음 모션 오펜스가 나오게 된 프린스턴 대학은 좋은 선수들을 다른 학교에 밀려 받을 수 없게 되자 지금 가지고 있는 자원들을 가지고 최적의 공격 형태를 찾다가 이러한 공격형태를 완성하게 된다. 한 명이 공을 잡고 있을 때 나머지의 선수들이 빈 공간을 만들기 위해 더 많이 움직여야 하며 빅맨의 스크린과 더블스크린, 플레어, 컷, 베이스라인 등을 활용하며 공을갖고 있는 선수를 제외한 나머지 선수들 또한 이러한 움직임으로 상대 수비의 허점을 만드는 플레이 방식이다. 이러한 모션 오펜스가 크리스 웨버, 디박, 크리스티, 스토야코비치, 마이크 비비 등 포지션을 가리지 않고 넓은 시야와 패싱 능력을 갖고 있는 새크라멘토 킹스의 선수들에 의해서 완성되게 되었다. 그들의 플레이는 팀 플레이도 멋질 수 있고 흥행에 성공할 수 있다는 하나의 선례를 남기며 현재도 여러 팀들의 플레이에 응용되고 있다.

## 웨버의 농구 인생 후반기...은퇴
2005년 2월에 필라델피아로 이적하게 된다. 그러나 찬란하기만 했던 웨버의 농구 인생 후반기는 굴곡의 연속이었다. 많은 뛰어난 농구선수들을 잡아먹었던 무릎부상이 문제였던 것이다. 특히 그와 같이 좋은 체격임에도 움직임이 좋은 선수들은 이런 위협에 시달릴 확률이 더욱 높다. 신체구조적으로 일정한 사이즈 이상의 선수들이 강력한 운동능력을 보일 경우 신체의 내구성이 견디지 못하게 된다. 마이크로 프랙쳐 수술로 인해 무릎 부상을 안고 뛰었던 그는 더 이상 예전 전성기 때의 모습을 보이지 못하고 친정 팀인 골든스테이트 워리어스로 이적하게 된다. 그 후 부상의 악화로 더 이상 뛰지 못하고 2008년에 은퇴를 하게 된다. 비록 우승 한 번 하지 못하고 부상으로 현격히 저하된 운동능력으로 활약을 하지못한 상태에서 은퇴를 맞이하게 되었지만 새크라멘토가 그의 번호인 4번을 영구 결번하며 명예롭게 은퇴를 하게 된다.

## 크리스 웨버 분석
팬들이 그의 은퇴를 아쉬워하는 가장 큰 이유는 그가 부상으로 인하여 자신이 갖고 있는 것을 다 보이지 못한 비운의스타였기 때문이다. 2미터 8센티미터라는 큰 키에 가드와 같은 몸놀림과 패싱능력, 포워들의 슛거리, 센터에서부터 가드까지를 전부 소화 가능했던 그의 다재다능한 플레이는 전체NBA역사상에서도 찾아보기 힘든 형태의 것이었다. 그는 팀 던컨, 케빈 가넷과 함께 TOP3포워드로 평가를 받았으며 특정 선수의 개인기량에 대한 의존보다는 팀 전체가 유기적으로 움직이며 쉬운 슛 찬스를 창출해내는 전략인 모션오펜스에서 파워포워드임에도 슛거리가 길고 농구센스가 천재적이었던 에이스 웨버의 존재는 잘 짜여진 톱니바퀴의 모터와 같은 역할이었다. 그로 인해 완성된 모션 오펜스는 지금도 다른 팀들에게 영감을 주며 변형되고 응용되어 플레이 되고 있다. 또한 플레이 외적으로도 잘생긴 외모와 뛰어난 패션감각으로 인기가 많았으며 음반도 출시하였다. 그가 뛰었던 전성기 때의 새크라멘토의 모션 플레이는 객관적인 전력에서 밀려도 그들의 팀의 능력을 향상시켰고 쉽게 결과를 예측할 수 없게 하며 수많은 매니아들을 양산하였다. 또한 그들의 플레이는 아직까지도 팬들의 향수를 불러일으키고 있다. 은퇴를 한 크리스 웨버는 자신이 만든 자선단체의 활동에 매진하고 있으며, 지난 카트리나 때는 교과서를 보내는 등 여러 가지 활동을 하고있다.